# Kawarau River
Der Kawarau River ist ein Fluss in der Region Otago auf der Südinsel von Neuseeland.

## Geographie
Der Kawarau River entsteht mit dem Abfluss des Lake Wakatipu über den Frankton Arm an der östlichen Seite des Sees und bei Frankton, einem Stadtteil von Queenstown. Rund 130 m nach der Verengung zum Kawarau River befinden sich die Kawarau Falls, die nur über eine geringe Fallhöhe verfügen. Von dort aus fließt der Fluss in östliche Richtung, begleitet auf seinen letzten 3/4 seines Flussverlaufes vom New Zealand State Highway 6 und mündet nach insgesamt 45 km rund 5 km westlich der Stadt Cromwell in den aufgestauten Teil des heutigen Lake Dunstan, der vor der Aufstauung Teil des Kawarau River war. Vor dieser Aufstauung durchfließt der Kawarau River eine Engstelle, die als Kawarau Gorge bezeichnet wird.
Als Nebenflüsse des Kawarau River tragen der Shotover River linksseitig und der Nevis River rechtsseitig ihre Wässer zu.
Der Kawarau River hat einen mittleren Durchfluss von 216 m³/s an der Messstation Chards Road und zeichnet sich durch zahlreiche Stromschnellen und starke Strömungen aus, weshalb dieser schon mehrere Menschenleben gefordert hat.

## Wasserkraftwerk
Das Wasserkraftwerk Roaring Meg mündet in den Kawarau River, der bereits einige Male die untere Kraftwerkstation überflutet hat. Wenige hundert Meter unterhalb des Kraftwerkes befindet sich eine Naturbrücke, da der Fluss sich dort auf nur 1,2 m verengt. Früher nutzten die Goldgräber diese Stelle als Übergang von Dunedin auf dem Weg zu den Arrowtown-Goldfeldern.

## Früher Goldabbau
Im 19. Jahrhundert wurde auch aus dem Fluss Gold gewonnen. Einige Hütten der Bergleute sind noch heute erhalten. Heute wird in dem Gebiet auch Weinbau betrieben.
1924 wurde ein Unternehmen gegründet, das den Fluss durch das Blockieren des Ablaufs des Lake Wakatipu trockenlegen sollte, um im Flussbett nach Gold zu graben. 1927 waren zehn massive Tore fertiggestellt. Obwohl der Wasserspiegel des Flusses sank, konnte das Flussbett jedoch nicht wie erhofft trockengelegt werden. Die Tore sind heute Teil des New Zealand State Highway 6. Das Goldfields Mining Centre in der Schlucht widmet sich dem Goldabbau.

## Nutzung des Flusses
Auf dem Fluss werden Jetbootfahren, Rafting, River Surfing und Bungee-Jumping angeboten. Die Kawarau Bridge 43 m über dem Fluss, heute ein Kulturdenkmal, war der Ort, an dem weltweit erstmals kommerzielle Bungeesprünge angeboten wurden. Der Fluss ist auch der erste in Neuseeland, wo kommerzielles Rafting stattfand.
Die vier wichtigen kommerziell genutzten Stromschnellen sind Smiths Falls, Twin Bridges, Do Little Do Nothing und die 400 m lange Chinese Dog Leg. Darunter befinden sich die gefährlichen Abschnitte Nevis Bluff, Citroen und Roaring Meg. Diese sind wegen der Gefahr meist nicht zugänglich.
Der Fluss diente auch als Kulisse für den Film Der Herr der Ringe: Die Gefährten.

## Water Conservation Order
Eine Water Conservation Order schützt den Fluss wegen seines wilden und malerischen Charakters, der Natur, der wissenschaftlichen Bedeutung und dem Erholungswert. Der Fluss darf daher nicht angestaut werden und die Wasserqualität muss auf einem bestimmten Standard gehalten werden. Die Order umfasst den Flusslauf von den Toren am Lake Wakatipu bis zum Scrubby Stream.